# Jan Olechowski

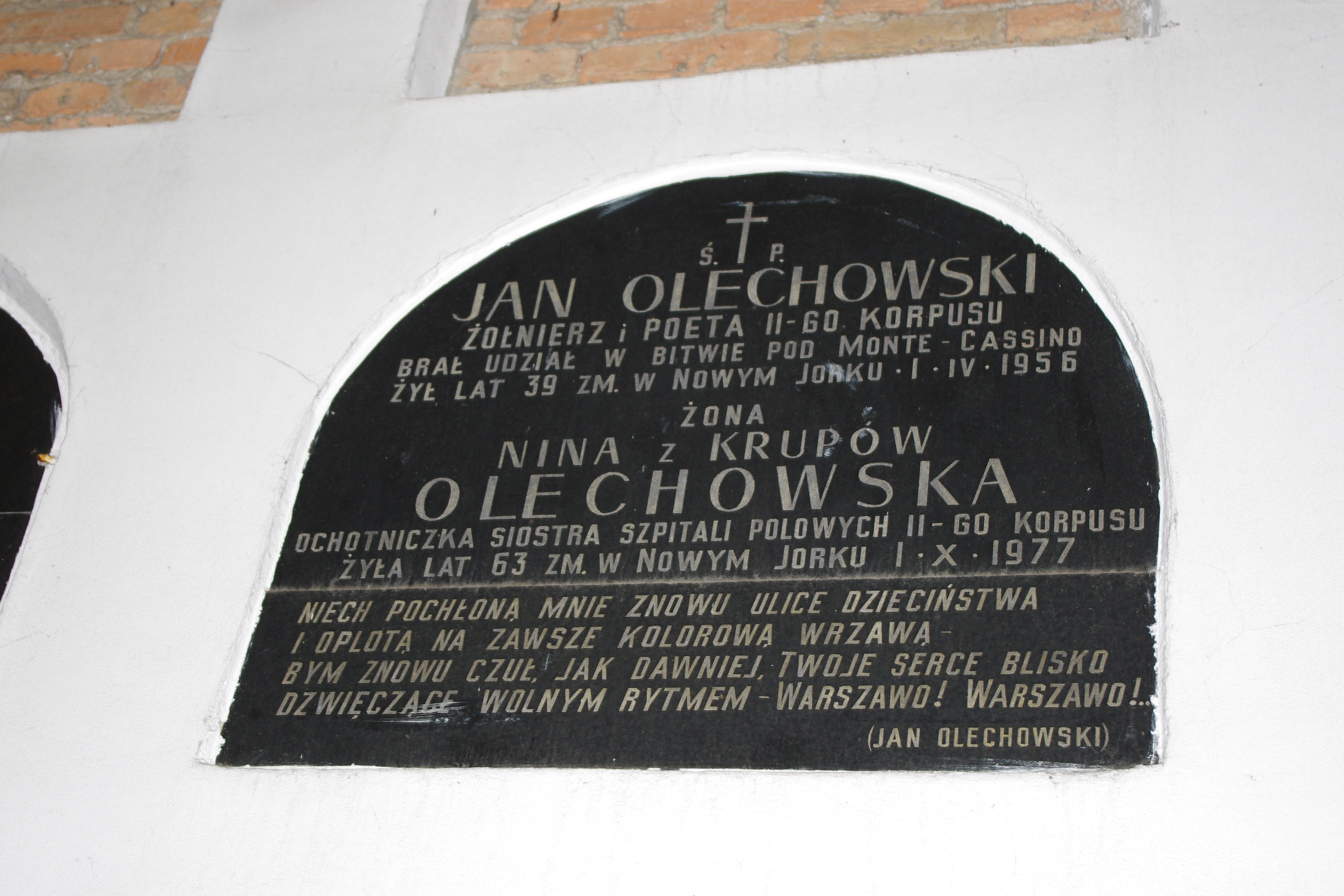
Grób poety Jana Olechowskiego w katakumbach na Starych Powązkach w Warszawie

Jan Olechowski (ur. 1 stycznia 1917 w Zwiahlu, zm. 1 kwietnia 1956 w Nowym Jorku) – polski poeta, publicysta, prozaik, dziennikarz, komentator polityczny Radio Wolna Europa.

## Życiorys
Obawa przed rewolucyjnymi zamieszkami była powodem przenosin inteligenckiej rodziny Olechowskich na teren Polski. Wkrótce potem Jan Olechowski stracił ojca i jego dalszym wychowaniem zajmowała się tylko matka, nauczycielka. Pracowała początkowo w Lublinie, a od 1919 w Piórkowie koło Opatowa, w Górach Świętokrzyskich.
Po maturze zdanej w lubelskim gimnazjum Olechowski kontynuował naukę na Uniwersytecie Warszawskim (studia polonistyczne przerwane wybuchem wojny).
Zadebiutował w 1934, drukując wiersz pt. Rachunek sumienia (w piśmie „Rodzina Polska” wydawanym przez księży pallotynów). Od 1935 jego publicystyka literacka ukazuje się w „Przeboju” i „Przełomie” – pismach Ruchu Narodowo-Radykalnego „Falanga”, której został członkiem. Jednak drukuje również w „Wielkiej Polsce”, „Kulturze”, „Sprawach Otwartych” i w „Prosto z Mostu”. W 1939 zakłada (wspólnie z Bronisławem Kopczyńskim, muzykiem) własny dwutygodnik literacki „W natarciu”.
Uczestniczył w działaniach obronnych armii polskiej we wrześniu 1939. Miał stopień plutonowego podchorążego. W październiku 1939 został aresztowany przez okupacyjne wojska radzieckie i wywieziony w głąb Rosji. Kolejne dwa lata spędził w rosyjskich więzieniach i obozach koncentracyjnych pod Murmańskiem i Archangielskiem. Dwukrotnie próbował ucieczki, jednak więźniem przestał być dopiero w 1941 – na mocy układu Sikorski-Majski.
Dotarł do Kazachstanu i tam został żołnierzem Armii Polskiej. Razem z armią gen. Andersa przeszedł z Rosji na Bliski Wschód.
Został dowódcą działonu w 6. batalionie 2. Korpusu Polskiego, potem oficerem oświatowym, a w 1943 w Tel Awiwie – redaktorem działu literackiego pisma „Dziennik Żołnierza”. Jako podchorąży w 2. Brygadzie Strzelców Karpackich uczestniczył w kampanii włoskiej 2. Korpusu; brał udział w bitwie o Monte Cassino.
Jednocześnie współpracował z redakcjami polskich pism : „Ku wolnej Polsce”, „Kurier Polski w Bagdadzie”, „Dziennik Żołnierza APW”, „Goniec Karpacki”, „Orzeł Biały”, „Ochotniczka”, „Na szlaku Kresowej”.
Po zakończeniu wojny zatrudniony w Oddziale Kultury i Oświaty Armii Polskiej w Rzymie. Na uniwersytecie rzymskim kontynuował przerwane wojną studia (poszerzając ich zakres o rusycystykę). Powstające w tym czasie wiersze drukował we włoskim piśmie „Iridion” i londyńskich „Wiadomościach”.
Podczas pobytu w Rzymie ożenił się.
Od 1947 mieszkał z żoną w Londynie. Studiował rusycystykę w tamtejszej School of Slavonic and East European Studies. Drukował w „Życiu” (Londyn) i „Kulturze” (Paryż), głównie artykuły i recenzje literackie.
W 1952 zamieszkał z rodziną w Nowym Jorku, gdzie – od 1954 – pracował jako komentator polityczny RWE.
Zmarł 1 kwietnia 1956 w Nowym Jorku, po ciężkiej chorobie nerek. Pochowany na cmentarzu Powązkowskim (katakumby, rząd 119-3).

## Twórczość
- wiersze, artykuły o tematyce literackiej i politycznej – drukowane w czasopismach i antologiach;
- powieść, drukowana w odcinkach na łamach londyńskiego „Tygodnika Ilustrowanego” w 1949 (pod pseudonimem St. Korczeń, osnuta na przeżyciach w Rosji)
- wydania książkowe:
  - 1944 Prostą jak sosna wyrosnąć. Poezje. Irak – Palestyna – Egipt – Italia 1942-1944; wyd.: „Biblioteka Orła Białego”, Rzym
  - 1950 Chwila nocna. Poezje 1945-1950; wyd.: „Oficyna Poetów i Malarzy”, Londyn
  - 1963 Wiersze wybrane; wyd.: IW „Pax”, Warszawa

Jan Olechowski